# Anguilla breviceps
Anguilla breviceps — вид вугреподібних риб родини Вугрові (Anguillidae). Вид поширений у річках Китаю. Має довге та вузьке тіло до 120 см завдовжки.